# 天宝乡 (宜丰县)
天宝乡，是中华人民共和国江西省宜春市宜丰县下辖的一个乡镇级行政单位。

## 行政区划
天宝乡下辖以下地区：
天宝集镇社区、辛会村、辛联村、藤桥村、河思村、鸦溪村、松溪村、芳源村、石井村、横岭村、长桥村、草坪村、上梅村、山背村、兰家店村、黄沙村、平溪村、床源村、茅坪村和东港村。

## 中国传统村落
2012年，天宝村被评为首批“中国传统村落”。